# Бухта Кожевникова
Бухта Кожевникова — бухта у юго-западного берега моря Лаптевых. Расположена в эстуарии Хатангского залива между полуостровами Хара-Тумус и Нордвик. Открыта к западу, вдаётся в материк на 48 км. Ширина у входа 20 км. Глубина до 7 м.
Бухта названа в честь М. Я. Кожевникова — участника Хатангской экспедиции Русского географического общества капитана Корпуса военных топографов русской армии, описавшего бухту в 1905 году.
На берегу бухты тундровая растительность. Большую часть года бухта из-за сурового климата покрыта льдом. В залив впадают реки Илья, Пропуон, Джаргалах, Семиерискяй, Тикян-Юрях. В центре южного побережья выделяется мыс Илья. Берег преимущественно низкий.
В 1930-е годы здесь было многолюдно — курсировали ледоколы, создавали Северный морской путь. Были основаны населённые пункты Кожевниково, Косистый; прокладывалась узкоколейная железная дорога. До сих пор в бухте остаются заброшенные паровозы.
На восточном берегу была расположена станция 7/103 (позывной «Днепр») системы тропосферной магистральной связи «Север».
Административно бухта входит в Красноярский край России, небольшая часть восточного побережья является территорией Якутии.